# Fidžin
Ne zamenjujte z otoško deželo: Fidži
Fidžin (osetinsko Фыдджын, rusko Фыдджин) je tradicionalna kavkaška mesna pita, narodna jed Osetov.
Imajo več receptov za pripravo. Fidžinova značilnost, da je njegov nadev zelo sočen in okusen, ker zasledimo med sestavinami kvašeno (ali pa nekvašeno) testo, jajce, kvas, kefir (ali kislo smetano), maslo, mleko in/ali toplo vodo.
Pomembna temeljna sestavina je na drobno sesekljana (ali pa mleta) govedina, jagnjetina ali svinjetina, mogoče tudi zmes govedine in svinjetine, ali govedine in jagnjetine. Meso začinjajo s česnom, poprom, čebulo, rdečo papriko, črnim poprom in smetano. Tradicionalni recepti predlagajo rabo mastne govedine.
Testo spečejo v posebni posodi ali pa v taki posodi, da lahko dobi fidžin lepo okroglo obliko. Povprečen premer pite je 24 cm. Na vrhnjem delu testa naredijo ureze, da lahko polivajo nadev z govejo juho in povečajo sočnost nadeva. Testo ne sme biti precej debelo: spodaj 20 mm, zgoraj 0,5 cm. Vrhnji del je treba prepleskati z rumenjakom. Peka naj se začne na 220 °C, ki jo je treba postopoma zmanjšati do 180 °C. Testo mora dobiti med peko lepo zlato barvo.